# Клан Ламсден

Гребінь клану Ламсден.

Герб вождів клану Ламсден.

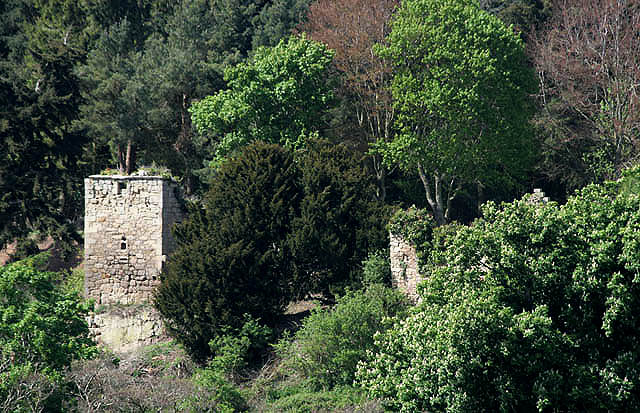
Руїни замку Бланерн.

Клан Ламсден (шотл. - Clan Lumsden) - клан Лумсден - один з кланів рівнинної частини Шотландії - Лоуленду, а саме - Шотландського Прикордоння.
Гасло клану: Amor patitur moras - Любов довготерпелива (лат.)
Землі клану: Бервікшир, Шотландське Прикордоння
Вождь клану: Гіллем Лумсдем (шотл. - Gillem Lumsden)
Резиденція вождя клану: Замок Стапелі-хаус (шотл. - Stapely House)
Історична резиденція вождя клану: Замок Бланерн (шотл. - Blanerne Castle)

## Історія клану Ламсден

### Походження клану Ламсден
Клан Ламсден вперше згадується в історичних документах, коли король Шотландії Едгар І - Етгайр мак Майл Колум (гельск. - Etgair mac Maíl Choluim) - син короля Шотландії Малкольма III проявив прихильність до монастиря Колдінгам, що був в графстві Бервік і дарував йому землі та села, а саме: Свіневуд, Рентон, Лумсден, де жили вожді клану Лумсден Гіллем та Крен де Лумсден. Вони володіли землями Східний та Західний Лумсден у 1166 - 1182 роках, про це свідчить грамота, що була дана Валдеву від графа Данбар, щодо володінь пріорату Колдінгам. У період 1249 - 1262 років Гілберт де Лумісден фігурує в грамотах щодо земельної власності як свідок.
У 1296 році Адам де Лумсден - вождь клану Ламсден і його син - Роджер де Лумсден присягнули на вірність королю Англії Едварду І Довгоногому і підписали відповідний документ «Рагман Роллс». Нащадком Адама де Лумсден був Гілберт Лумсден, що одружився зі спадкоємицею клану і земель Бланерне, про що свідчить королівська грамота, датована 15 червня 1329 року. Він прийняв гребінь клану Бланерне, на якому зображено орлана-білохвоста, що пожирає лосося. Цей гребінь досі використовується зброєносцями гілки клану з Файф.
Гілберт Лумсден мав старшого сина якого теж звали Гілберт. Від нього походять наступні гілки клану Лумсден або Лумсдайн: Бланерне, Айрдрі, Ставіті, Латаллан, Ренніхілл. Молодшим сином Гілберта був Томас Лумсден, що отримав у володіння землі Драм, Конланд у Файфі, Східний та Західний Медлар, Кушні в Абердінширі, що було підтверджено королівською грамотою 1353 року. Від Томаса Лумсдена походять гілки клану: Кушні-Ламсден, Тіллікайрн, Клова, Авхіндойр. Гілка клану Берджесс-Ламсден походить від жіночої лінії. Є ще більш пізні молодші гілки клану: Ламсден Балмеді, Белхелві, Слуї, Банхорі.

### XVII століття
У 1672 році старший лінія клану Ламсден домоглася від короля визнання свого гербу. У цей же час молодші гілки клану - Олександра Ламсдена та сера Деймса Ламсдена Інергеллі  Кушні теж отримали визнання своїх гербів. На сьогоднішній день існує 13 гілок клану, які мають право на герб, і всі походять від Олександра або сера Джеймса Ламсдена.
Джеймс Ламсден служив королю Швеції  Густаву Адольфу під час Тридцятирічної війни. Пізніше Джеймс Ламсден і його брат Вільям повернулися до Шотландії, щоб воювати на стороні роялістів під час Громадянської війни в Шотландії після битви під Марстон-Мурі в 1644 році. Ламсден Кушні отримав титул барона і був депутатом парламенту.

### XVIII століття - повстання якобітів
Під час повстання якобітів у 1745 році Ендрю Ламсден, що був онуком єпископа Андрія Ламсдена, предстоятеля Єпископальної Церкви, був секретарем Чарльза Едварда Стюарта - лідера повстанців. Після битви під Куллоден він втік до Риму, де він став секретарем, а потім держсекретарем Джеймса Френсіса Едварда Стюарта («Старий Самозванець»). Коли Старий Самозванець помер в 1766 році, Ламсден повернувся до принца Чарльза («Молодого Самозванця») і служив йому до 1768 року. У 1773 році він повернувся до Шотландії і був повністю помилуваний в 1778 році урядом Ганноверської династії. Його тартан та костюм збереглися в замку Піткейпл.

## Замки клану Ламсден
- Замок Балерн (шотл. - Blanerne Castle) - у Беруікширі, був придбаний кланом у XIV столітті, і був резиденцією вождя клану.
- Замок Піткейпл (шотл. - Pitcaple Castle) - у Кушні.
- Замок Алфорд (шотл. - Alford Castle) - у Клуні.
- Замок Тіллікайрн (шотл. Tillycairn Castle) - у Клуні.